# Меморіальний музей М. Л. Кропивницького

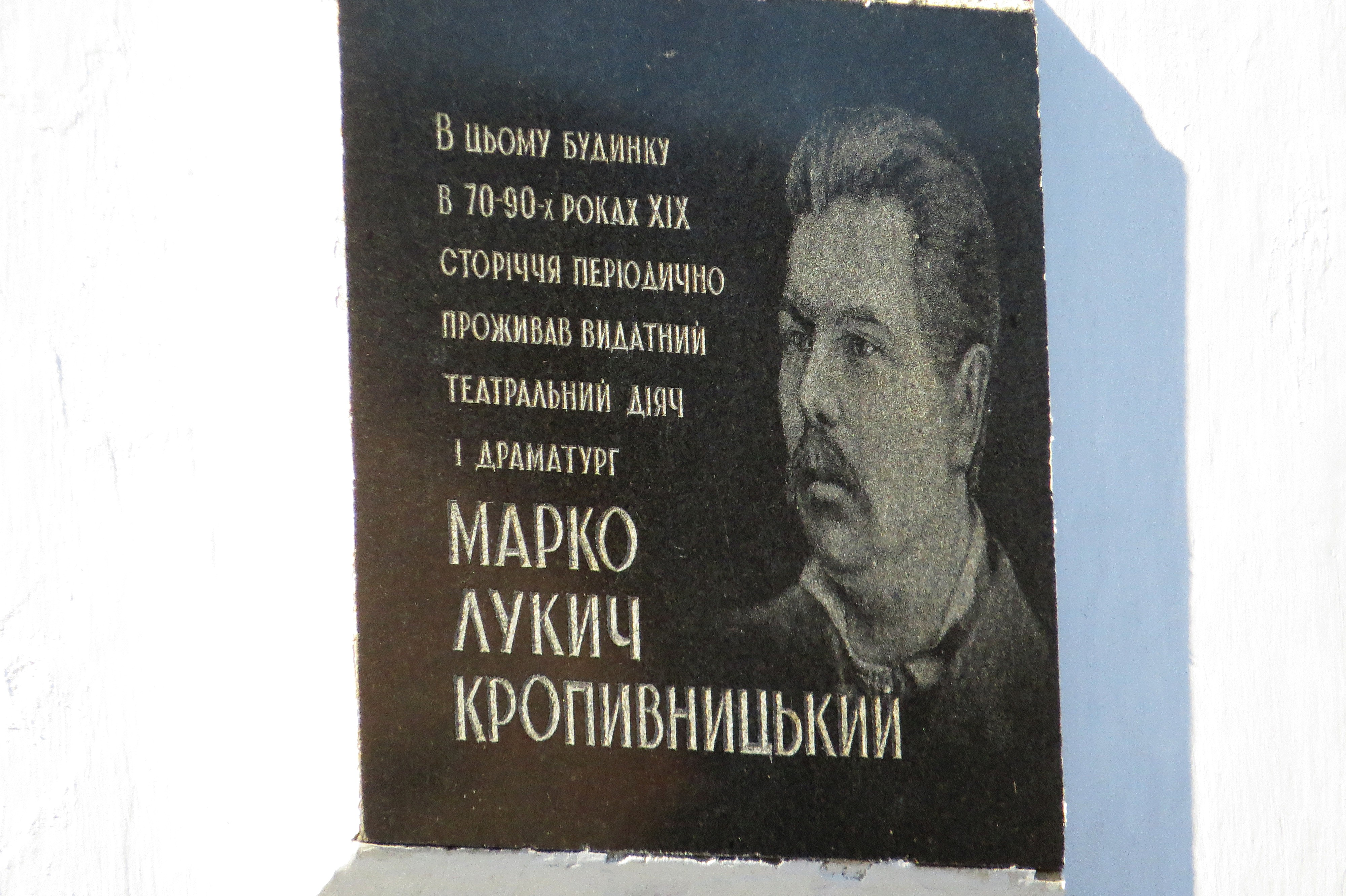
Дошка на будинку

Меморіальний музей М. Л. Кропивницького — музей, присвячений життю і творчості видатного діяча українського театру Марка Кропивницького, розташований у місті Кропивницький.
Музей працює на правах відділу обласного краєзнавчого музею.

## Загальні дані
Музей розташований у будинку, де мешкав видатний український драматург і театральний діяч, у місті Кропивницький (колишній Єлисаветград), за адресою:
вул. М. Кропивницького, буд. 172, м. Кропивницький (Україна).
Завідувач музею — М. О. Галицький.

## З історії та сьогодення музею
Меморіальний музей М. Л. Кропивницького був відкритий у Кіровограді 2 жовтня 1982 року.
Він розмістився у будинку, в якому майже 20 років життя провів Марко Лукич Кропивницький. Тут він написав класичні вже в українській літературі п'єси «Глитай, або ж Павук», «Доки сонце зійде, роса очі виїсть…», «Дві сім'ї» та інші; тут же на початку 1880-х років він сформував уславлену українську театральну трупу.
Експозиція музею складається з декількох розділів, що розповідають про сім'ю драматурга й актора, про його дитинство і навчання в гімназії та університеті, про його довгий і важкий шлях у мистецтві як засновника першого професійного українського театру (Театр корифеїв).
Шанобливо зберігають у музеї реліквії — документи, світлини, меморіальні речі, театральні афіші, що розповідають про життя і творчість М. Л. Кропивницького — реформатора театру, актора, режисера, драматурга, композитора, співака, педагога. Численні тематичні виставки, що постійно організуються творчим колективом закладу за участі інших установ, органів держвлади, музейних зібрань, краєзнавців і музеєзнавців тощо, відображають продовження традицій корифеїв у сучасному театрі.
Меморіальний музей М. Л. Кропивницького пропонує:
- оглядові та тематичні екскурсії по експозиції;
- презентації виставок, нових надходжень
- організацію масових заходів, творчих зустрічей, музичних вечорів;
- створення теле-, кінопрограм з використанням музейних предметів.